# 中国地方の住宅団地の一覧
中国地方の住宅団地の一覧
中国地方に建設した住宅団地の一覧で、工業団地は日本の工業団地一覧を参照。ニュータウンは、詳しくは日本のニュータウン#中国地方を参照。

## 岡山県
ニュータウンは日本のニュータウン#岡山県を参照。
- 岡山・グリーンテラス郡
- グランシェア西市団地 (岡山市分譲地 -ワウハウス岡山
- 中庄岡山県営団地・倉敷市営団地、丹田工房、群島型、1996年、
- 県営老松団地（倉敷市老松町3 竣工 1950-1956年度）
- 老松テラス団地（倉敷市営
- 老松第一団地（倉敷市営
- 老松南団地（倉敷市営
- 奥谷団地（倉敷市営
- 亀山団地（倉敷市営
- 再開発団地（倉敷市営
- 才ノ神グリーンパレス（倉敷市営
- 山殿団地（倉敷市営
- 市場団地（倉敷市営
- 水島駅前団地（倉敷市営
- 水島幸町団地（倉敷市営
- 西阿知団地（倉敷市営
- 西浦田団地（倉敷市営
- 千鳥町団地（倉敷市営
- 川辺団地（倉敷市営
- 箭田団地（倉敷市営
- 倉敷西団地（倉敷市営
- 倉敷東団地（倉敷市営
- 倉敷南団地（倉敷市営
- 中山団地（倉敷市営
- 中洲団地（倉敷市営
- 天城団地（倉敷市営
- 東中庄団地（倉敷市営
- 道越団地（倉敷市営
- 南幸町(改良）団地（倉敷市営
- 柏島団地（倉敷市営
- 柏島第二団地（倉敷市営
- 浜ノ茶屋団地（倉敷市営
- 浜ノ茶屋南団地（倉敷市営
- 堀江団地（倉敷市営
- 明神町（改良）団地（倉敷市営
- 粒江団地（倉敷市営
- 長岡団地(岡山市中区長岡, 岡山県営)
- 東岡山団地（岡山市長岡, 岡山県営)
- 山陽団地 (赤磐市山陽, 岡山県営)
- 谷口マンション（岡山市兼基
- 総社団地（総社市中央1, 岡山県営)
- 井原団地 (井原市, 岡山県営
- 一宮地域芳賀佐山団地 (岡山市
- 県営住宅菰池団地
- うらやす団地 (岡山市浦安西町 設計者：現代計画研究所＋倉森建築設計事務所 竣工：1982年, 岡山県営)
- 県営住宅原尾島団地
- 山陽団地 (岡山県営, 山陽新住宅市街地開発事業
- 浦ノ口住宅 （玉野市営
- 梶岡住宅 （玉野市営
- 玉原住宅 （玉野市営
- 権七住宅 （玉野市営
- 虎所住宅 （玉野市営
- 広潟住宅 （玉野市営
- 広田町住宅 （玉野市営
- 砂グ田住宅 （玉野市営
- 山手住宅 （玉野市営
- 志池住宅 （玉野市営
- 西浜住宅 （玉野市営
- 大池住宅 （玉野市営
- 第1野関住宅 （玉野市営
- 第2野関住宅 （玉野市営
- 地蔵山住宅 （玉野市営
- 築港大通り住宅 （玉野市営
- 湯原住宅 （玉野市営

## 広島県
ニュータウンは日本のニュータウン#広島県を参照。

### 公団(現UR)住宅
- 白島北町市街地住宅 (広島市中区白島北町）
- 鈴が峰住宅 (広島市西区鈴が峰町）
- 高陽金平団地
- 高陽団地
- 高陽真亀団地
- 天満町団地
- タカノバシ団地

### 広島県住宅供給公社
- エソール広島
- サンスクエア東広島（東広島市西条西本町）
- 旧広島県住宅供給公社分譲マンション「緑井スカイステージ」（広島市安佐南区）
- グリューネン入野（東広島市入野中山台）
- 長寿園マンション（広島市中区白島北町）

### 公営団地ほか
- 瀬戸ハイム（安芸郡府中町：府中ニュータウン）
- 井口台住宅団地 (井口台パークタウン, 西区 (広島市)#住宅団地)
- 瀬野川団地
- 星が丘団地
- 県営長寿園高層アパート (広島市中区西白島町・白島北町 設計 大高正人 1972年
- 市営基町高層アパート (広島市中区基町 設計 大高正人 1972年第一期竣工
- 南団地(仁保 (広島市))
- 毘沙門台団地(広島市安佐南区)
- 三菱沼田団地（大原台団地、広島市安佐南区
- COCORO (広島市安佐南区
- 県営基町住宅 (広島市中区基町
- 市営鈴が峰東アパート (広島市西区鈴が峰町
- 若草町の木造住宅団地 (広島市東区若草町
- 市営若草団地 (広島市東区若草町 1951-58年
- 京橋会館（広島市南区京橋町、広島県住宅公社 1954年
- あさおか台団地 (広島市安佐南区
- あさひが丘 (広島市安佐北区あさひが丘
- アメニティタウン仁保南）南区仁保南
- くすの木台 (広島市安佐北区安佐町くすの木台
- サンハイツ緑が丘 (広島市安佐南区
- ハイライフ高陽 (広島市安佐南区
- はすが丘団地 (広島市安佐北区口田2丁目他
- ふじが丘団地 (広島市安佐南区
- フジランド (広島市安佐南区
- 旭ヶ丘 (広島市東区
- 安古市東亜ハイツ (広島市安佐南区
- 井口台パークタウン (広島市西区
- 花の季台（広島市安佐南区
- 梶峠団地 (広島市安佐北区
- 観音台団地・東観音台団地 (広島市佐伯区観音台
- 岩の上ハイツ (広島市安佐南区
- 共立ハイツ (広島市西区
- 共立ハイツ (広島市東区
- 鏡が丘 (広島市東区
- 桐陽台 (広島市安佐北区三入東
- 己斐もみじヶ丘 (広島市西区
- 己斐緑ヶ丘団地 (広島市西区
- 五月が丘団地 (広島市佐伯区五月が丘
- 光が丘 (広島市安佐南区
- 弘億団地 (広島市安佐南区安東
- 高取第一団地 (広島市安佐南区
- 高須台団地 (広島市西区高須台
- 高陽台 (広島市安佐北区
- 国迫団地 (広島市西区
- 彩が丘団地 (広島市佐伯区河内南
- 諸木団地 (広島市安佐南区
- 松ヶ丘団地 (広島市安佐南区
- 城が丘団地 (広島市安佐北区
- 翠光台 (広島市安佐北区口田4丁目他
- 杉並台団地 (広島市佐伯区湯来町杉並台
- 大蔵園団地 (広島市安佐南区
- 大迫団地 (広島市西区己斐大迫1丁目
- 中山台・清風台）東区中山上・新町
- 東浄団地 (広島市東区戸坂新町
- 藤の木団地 (広島市佐伯区藤の木
- 藤見が丘 (広島市東区
- 日生己斐東住宅 (広島市西区
- 日生団地 (広島市西区
- 毘沙門台団地 (広島市安佐南区毘沙門台
- 美鈴が丘団地 (広島市佐伯区美鈴が丘
- 武田山団地 (広島市安佐南区
- 平和台団地 (広島市安佐南区高取南
- 豊松園団地 (広島市安佐南区
- 矢口が丘 (広島市安佐南区
- 薬師が丘団地 (広島市佐伯区薬師が丘
- 洋光台 (広島市南区向洋新町
- 緑ヶ丘 (広島市安佐北区
- 鈴が丘 (広島市東区
- 鈴が台団地 (広島市西区
- ガーデンハウス阿品台 (廿日市市
- ふじタウン(廿日市市)
- 阿品台タウンハウス (廿日市市
- 阿品台団地 (廿日市市
- 宮園団地 (廿日市市宮園
- 玉の井住宅 (廿日市市
- 光ヶ丘団地 (廿日市市
- 四季が丘団地 (廿日市市四季が丘：廿日市ニュータウン 近鉄不動産
- 峰高団地 (廿日市市
- 陽光台団地 (廿日市市陽光台
- 六本松団地 (廿日市市
- 松ヶ丘団地 (呉市)
- 政畝団地 (呉市)
- 第二団地 (呉市)
- 第三団地 (呉市)
- 南ハイツ (呉市)
- 宮ヶ迫団地 (呉市)
- ひばりヶ丘団地 (呉市)
- 此原団地 (呉市)
- 呉市営鍋山団地
- 呉市坪ノ内団地
- 呉市営粟尻住宅
- 桜ヶ丘団地
- 中倉団地
- 呉市営池浦団地
- 呉市営百目田団地
- 夢が丘団地
- 呉市営熊野団地
- 熊野町営重地団地
- 広島県営海田団地 (安芸郡海田町つくも町
- 北美台市営住宅 (福山市北美台 3号棟はスターハウス
- 伊勢丘エコール (福山市伊勢丘、旧JFE社宅
- コーポ伊勢丘（福山市伊勢丘 JFE、旧日本鋼管伊勢丘社宅）
- 市営引野町高屋団地 (福山市引野町
- 市営深津団地（福山市西深津町
- 広島県営熊野住宅
- 県営丸子山住宅 (竹原市)
- 大町県営住宅（広島市安佐南区）
- 虹山県営住宅（広島市安佐北区）
- A. CITY ヒルズ＆タワーズ（広島市、1994年 野村不動産 総合監修：高山英華、磯崎新、設計：テイクナイン他

## 山口県

### 山口県住宅供給公社
- 黒磯団地
- 瀬の上団地
- コーシャハイツ室の木 (岩国市）
- 周南団地 (周南市）
- コーシャハイツ糸米 (山口市）
- コーシャハイツ泉都 (山口市）
- 松原団地(下関市）
- コーシャハイツ富任(下関市）
- すまいる住宅(下関市）
- アビタシオンイモト (山口市）
- 開出西（防府市）
- 華城（防府市）
- 山口朝田ヒルズ（山口市）
- 愛宕山地域開発事業（岩国市）
- 蜂ヶ峰団地（玖珂郡和木町瀬田4丁目 1999年、山口県住宅供給公社により分譲開始

### 市営住宅ほか
- 市営白雲台団地（下関市）
- 金剛山・高尾団地 (周南市)
- 白雲台団地、早川邦彦建築研究所、1996年
- 美東町営サンシティ白土、市浦都市開発建築コンサルタンツ、山口県、地域住宅、1994年、
- 山口県営下関・稗田団地、市浦都市開発建築コンサルタンツ、山口県、公営住宅建替え、1997年
- 山ノ田団地、(下関市山の田中央町、旧日本住宅公団福岡支所）1958年
- 中園市営住宅団地 (山口市中園町

## 島根県

### 島根県住宅供給公社
- 大東ニュータウン（雲南市大東町、島根県住宅供給公社）
- パークタウン出雲（出雲市今市町）
- 宮谷グリーンタウン（松江市八雲町東岩坂）
- マリンタウン加賀（松江市島根町）
- 東福井団地（浜田市熱田町）
- 匹見町公社賃貸住宅
- 法吉団地（松江市西法吉町）

## 鳥取県

### 公営団地
- 竹内団地(境港市)
- ひばりが丘団地（鳥取市浜坂4丁目5）公社委託県営住宅
- ほきもと団地（鳥取市佐治村葛谷）市町委託県営住宅
- 宇部野第一団地（鳥取市国府町町屋）市町委託県営住宅
- 宇部野第二団地（鳥取市国府町麻生）市町委託県営住宅
- 円通寺団地（鳥取市西円通寺）市町委託県営住宅
- 丸山町第一団地（鳥取市丸山町）公社委託県営住宅
- 丸山町第二団地（鳥取市丸山町）公社委託県営住宅
- 吉成東団地（鳥取市吉成）公社委託県営住宅
- 興南団地（鳥取市南吉方2丁目）公社委託県営住宅
- 湖南団地（鳥取市吉岡温泉町）市町委託県営住宅
- 行徳団地（鳥取市行徳3丁目）公社委託県営住宅
- 高草団地（鳥取市古海）市町委託県営住宅
- 国安南団地（鳥取市国安）市町委託県営住宅
- 材木町団地（鳥取市材木町）公社委託県営住宅
- 西郷団地（鳥取市河原町中井）市町委託県営住宅
- 西品治団地（鳥取市安長）市町委託県営住宅
- 川下町団地（鳥取市相生町1丁目3）公社委託県営住宅
- 倉田団地（鳥取市数津）市町委託県営住宅
- 相生町団地（鳥取市相生町2丁目）公社委託県営住宅
- 東今在家団地（鳥取市東今在家）公社委託県営住宅
- 東町団地（鳥取市東町3丁目）公社委託県営住宅
- 東浜団地（鳥取市浜坂4丁目）公社委託県営住宅
- 湯所町第一団地（鳥取市湯所町1丁目）公社委託県営住宅
- 湯所町第二団地（鳥取市湯所町1丁目）公社委託県営住宅
- 徳尾団地（鳥取市徳尾）公社委託県営住宅
- 特別県営住宅寿団地（鳥取市西品治）特別県営住宅
- 特別県営住宅城南団地（鳥取市田園町2丁目）特別県営住宅
- 馬場町団地（鳥取市馬場町）公社委託県営住宅
- 白浜団地（鳥取市湖山町西3丁目）公社委託県営住宅
- 美穂第一団地（鳥取市源太）市町委託県営住宅
- 美穂第二団地（鳥取市下味野）市町委託県営住宅
- 浜坂第一団地（鳥取市浜坂5丁目）公社委託県営住宅
- 浜坂第二団地（鳥取市浜坂5丁目）公社委託県営住宅
- 宝木団地（鳥取市気高町下光元）市町委託県営住宅
- 北園第一団地（鳥取市北園2丁目）公社委託県営住宅
- 北園第二団地（鳥取市北園1丁目）公社委託県営住宅
- 末恒第一団地（鳥取市美萩野1丁目）公社委託県営住宅
- 末恒第二団地（鳥取市美萩野2丁目）公社委託県営住宅
- 面影団地（鳥取市面影1丁目）公社委託県営住宅
- 立川町団地（鳥取市立川町2丁目）公社委託県営住宅
- 緑町第一団地（鳥取市立川町6丁目）公社委託県営住宅
- 緑町第二団地（鳥取市立川町6丁目）公社委託県営住宅
- 外江団地 (境港市外江町、県営住宅
- 高松団地 (境港市美保町、県営住宅
- 上道団地 (境港市上道町、県営住宅
- 誠道団地 (境港市誠道町、県営住宅
- 渡団地 (境港市渡町、県営住宅
- 美保団地 (境港市美保町、県営住宅
- 弥生団地 (境港市弥生町、県営住宅
- 夕日ケ丘団地 (境港市夕日ケ丘1丁目、県営住宅
- 余子団地 (境港市誠道町、県営住宅
- みどり団地 (東伯郡琴浦町光、委託県営住宅
- 栄第一団地 (東伯郡北栄町亀谷、委託県営住宅
- 栄第二団地 (東伯郡北栄町大島1、委託県営住宅
- 赤碕港団地 (東伯郡琴浦町赤碕、委託県営住宅
- 大野団地 (東伯郡北栄町国坂、委託県営住宅
- 泊港団地 (東伯郡湯梨浜町泊、委託県営住宅
- 浜団地 (東伯郡湯梨浜町はわい長瀬、委託県営住宅
- 安倍彦名団地 (米子市彦名町、公社委託県営住宅
- 陰田団地 (米子市陰田町、市町委託県営住宅
- 永江団地 (米子市永江、公社委託県営住宅
- 河崎団地 (米子市河崎、公社委託県営住宅
- 皆生団地 (米子市皆生5、公社委託県営住宅
- 三柳団地 (米子市両三柳4、公社委託県営住宅
- 住吉団地 (米子市旗ケ崎7丁目、公社委託県営住宅
- 上粟島団地 (米子市彦名町、公社委託県営住宅
- 上福原第一団地 (米子市上福原7丁目、公社委託県営住宅
- 上福原第二団地 (米子市上福原、公社委託県営住宅
- 道笑町ふれあい団地 (米子市道笑町2丁目、公社委託県営住宅
- 特別県営住宅上福原第一団地 (米子市上福原6-14
- 特別県営住宅上福原第二団地 (米子市上福原6-14
- 内浜団地 (米子市旗ケ崎7丁目7、公社委託県営住宅
- 日ノ出団地 (米子市日ノ出町1丁目3、公社委託県営住宅
- 富益団地 (米子市大崎、公社委託県営住宅
- 福原団地 (米子市東福原、公社委託県営住宅